# Soli Deo Gloria
Soli Deo Gloria è un'etichetta discografica associata all'attività direttoriale di John Eliot Gardiner con il Monteverdi Choir e gli English Baroque Soloists.

## Storia
La Soli Deo Gloria è stata fondata nel 2004 con lo scopo di pubblicare la registrazione dell'integrale delle Cantate sacre di Johann Sebastian Bach realizzate durante il "Bach Cantata Pilgrimage" a partire dall'anno 2000. Secondo quanto riportato sul sito web del coro, il nome dato all'etichetta è stato tratto dal motto che Bach inseriva alla fine di ogni cantata sacra dedicandola solo alla gloria del Signore .
Gardiner ha sempre mantenuto una stretta collaborazione con l'Archiv Produktion, etichetta che inizialmente si era impegnata ad effettuare la registrazione di alcune cantate nel 2000, ma in seguito aveva espresso l'intenzione di non realizzare una integrale. Con la Soli Deo Gloria sir Eliot Gardiner ha inteso portato a termine questo progetto, che si è concluso nel 2010 con la realizzazione di 51 Cd, ciascuno dei quali corrisponde ad una tappa del "Bach Cantata Pilgrimage".
L'etichetta, oltre alla intergale delle cantate, ha successivamente realizzato delle incisioni di altre opere di Bach (come la Passione di San Giovanni), di Wolfgang Amadeus Mozart e di Johannes Brahms . Pregevole un disco dedicato alla musica spagnola intitolato Pilgrimage tour to Santiago de Compostela, con musiche del periodo medievale e rinascimentale.
Sin dalla sua creazione l'etichetta ha pubblicato dischi solo dei gruppi diretti da John Eliot Gardiner: gli English Baroque Soloists, il Monteverdi Choir e l'Orchestre Révolutionnaire et Romantique